# Henry Thomas Colebrooke
Henry Thomas Colebrooke (15 de juny de 1765, Londres - 18 de març de 1837, ibíd.) fou un orientalista i botànic anglès.

## Biografia
Era el tercer fill de Sir George Colebrooke, segon baró. Fou educat a casa seva, i amb quinze anys va estudiar els clàssics i matemàtiques. Dels dotze als setze anys va viure a França.
El 1782 va obtenir una feina d'escrivent de vaixell a l'Índia. Un any després va treballar en un estudi de comptadors a Calcuta. Tres anys més tard, el 1786, es va traslladar per feina a Tirhut. El 1789 va arribar a Púrnia, on va investigar els recursos d'aquella part del país, i va publicar Senyals de la ramaderia i del comerç de Bengala, imprès privadament el 1795, quan comença a fer de mercader lliurement entre Gran Bretanya i l'Índia.
Després de viure onze anys a l'Índia, Colebrooke va començar els estudis de sànscrit, i va traduir el gran Digest de lleis índies, un estudi monumental de les lleis de l'Índia que no havien estat acabades per William Jones. Va traduir els dos tractats, el Mitaksara de Vijnaneshwara i el Daia-bhaga de Yimuta-Vajana (segle XII), amb el títol de Llei d'herència. El 1799 es va traslladar a Nagpur per a una missió especial, i quan va retornar-ne fou nomenat jutge de la nova cort d'apel·lacions, que més endavant també va presidir.
El 1805 va ser professor de lleis hindús i de sànscrit a la Facultat de Fort William, a l'Índia. Durant la seva estada a Calcuta va escriure la seva Gramàtica sànscrita (1805), alguns assaigs sobre les cerimònies religioses dels hindús i el seu Assaig sobre els Vedes (1805), que durant un llarg temps fou el treball estàndard en anglès sobre aquest tema. El 1807 es va convertir en membre del concili, retornant a Anglaterra set anys després, el 1814.
Fou director de la Reial Societat Asiàtica, i molts dels seus documents publicats a Transactions foren comunicats per ell.
El 1873, el seu fill, Sir T. E. Colebrooke, va publicar un assaig pòstum sobre la vida del seu pare, com a part de la reimpressió d'Assaigs miscel·lanis.